# Dione juno
Dione juno is een vlinder uit de familie van de Nymphalidae. De wetenschappelijke naam van de soort werd voor het eerst geldig gepubliceerd in 1779 door Pieter Cramer als Papilio juno